# Jugoslav Vasović
Jugoslav Vasović (né le 31 mai 1974 à Belgrade) est un joueur de water-polo yougoslave (serbe) qui remporte avec la sélection de République fédérale de Yougoslavie la médaille de bronze aux Jeux olympiques de 2000 à Sydney.